# Mchowice
Mchowice [pronunciación en polaco: /mxɔˈvit͡sɛ/] es un pueblo ubicado en el distrito administrativo de Gmina Piątek, dentro del Distrito de Łęczyca, Voivodato de Łódź, en Polonia central. Se encuentra aproximadamente a 7 kilómetros al suroeste de Piątek, a 14 kilómetros al este de Łęczyca, y a 29 kilómetros al norte de la capital regional Łódź.